# Sound of White Noise
Sound of White Noise este cel de-al șaselea album al trupei americane de thrash metal Anthrax lansat la 25 mai 1993. Până în prezent s-au vândut aproximativ un milion de copii la nivel mondial. Melodia „In my world” a fost interpretată în cadrul unei apariții în serialul de comedie Familia Bundy, unde a fost prezentă și formația.

## Cântece
- „Potter's Field” (Frank Bello, Charlie Benante, John Bush, Scott Ian) – 5:00
- „Only” (Bello, Benante, Bush, Ian) – 4:56
- „Room for One More” (Bello, Benante, Bush, Ian) – 4:54
- „Packaged Rebellion” (Bello, Benante, Bush, Ian) – 6:18
- „Hy Pro Glo” (Bello, Benante, Bush, Ian) – 4:30
- „Invisible” (Bello, Benante, Bush, Ian) – 6:09
- „1000 Points of Hate” (Bello, Benante, Bush, Ian) – 5:00
- „Black Lodge” (Angelo Badalamenti, Bello, Benante, Bush, Ian) – 5:24
- „C11H17N2O2S Na” (Bello, Benante, Bush, Ian) – 4:24
- „Burst” (Bello, Benante, Bush, Ian) – 3:35
- „This Is Not an Exit” (Bello, Benante, Bush, Ian) – 6:49

## Personal
- Joey Belladonna - vocal
- Dan Spitz - chitară
- Scott Ian - chitară
- Frank Bello - chitară bas
- harlie Benante - baterie